# Paul Le Dren
Paul Le Dren, né le 25 janvier 1929 à Pont-l'Abbé, et mort dans la même commune le 13 juillet 1992, est un footballeur français. Ailier, il a réalisé l'ensemble de sa carrière professionnelle au Stade rennais.

## Carrière
Originaire du Finistère, Paul Le Dren commence la pratique du football dans sa ville natale, à l'US Pont-l'Abbé. En 1948, à l'âge de 19 ans, il quitte son club pour rejoindre le Stade rennais, seul club professionnel breton à l'époque. Durant sa première saison à Rennes, il ne dispute aucun match de championnat en première division, se contentant d'une unique apparition avec l'équipe première en Coupe Odorico. Sous les ordres de l'entraîneur François Pleyer, il fait ses débuts en compétition officielle le 16 février 1950 à l'occasion d'un déplacement à Lille (0-1). Un peu plus d'un mois plus tard, il marque face au Stade français son premier but professionnel.
La saison 1950-1951 est celle où Paul Le Dren s'impose dans l'équipe rennaise. Alors que son frère François se trouve également - mais de façon éphémère - au club, il s'impose sur l'aile gauche de l'attaque, aux côtés notamment de Jean Grumellon et Jean Combot, après avoir supplanté l'Anglais Geoffrey Taylor. Pendant six saisons, il devient alors l'un des piliers du Stade rennais, mais les résultats ne sont pas au rendez-vous. Après s'être battus pendant trois saisons contre la relégation, les Rennais abandonnent la Division 1 en 1953 pour se retrouver à l'étage inférieur. Buteur occasionnel, Le Dren évolue alors aussi bien sur l'aile gauche qu'au milieu du terrain en position de numéro 6, l'émergence d'un autre Finistérien, Alphonse Le Gall, le faisant alors reculer dans le schéma de jeu de ses entraîneurs François Pleyer et Salvador Artigas.
En 1956, c'est sous la conduite d'un autre technicien, Henri Guérin, que le Stade rennais remonte en Division 1 après avoir été sacré champion de France de deuxième division. Le Dren, avec 35 matchs disputés, joue un grand rôle dans ce succès. Pourtant, son temps de jeu se réduit considérablement la saison suivante, avec les arrivées conjuguées de René Gaulon au milieu et Stanislas Dombeck sur l'aile gauche. Il ne joue alors que quinze matchs de championnat. En fin de course, Le Dren voit encore ses apparitions s'espacer la saison suivante, disputée de nouveau en Division 2. En 1958, il met un terme à sa carrière professionnelle pour retourner à l'US Pont-l'Abbé, dont il devient par la suite l'entraîneur.

## Parcours en club
| Saison      | Club          | Pays   | Championnat | Championnat | Championnat | Championnat  | Championnat  | Coupe d'Europe | Coupe d'Europe | Coupe d'Europe |
| Saison      | Club          | Pays   | Division    | Matchs      | Buts        | Cartons      | Cartons      | Type           | Matchs         | Buts           |
| ----------- | ------------- | ------ | ----------- | ----------- | ----------- | ------------ | ------------ | -------------- | -------------- | -------------- |
| Saison      | Club          | Pays   | Division    | Matchs      | Buts        | Carton jaune | Carton rouge | Type           | Matchs         | Buts           |
| 1949 - 1950 | Stade rennais | France | Division 1  | 4           | 1           | ?            | ?            | -              | -              | -              |
| 1950 - 1951 | Stade rennais | France | Division 1  | 32          | 0           | ?            | ?            | -              | -              | -              |
| 1951 - 1952 | Stade rennais | France | Division 1  | 22          | 0           | ?            | ?            | -              | -              | -              |
| 1952 - 1953 | Stade rennais | France | Division 1  | 32          | 2           | ?            | ?            | -              | -              | -              |
| 1953 - 1954 | Stade rennais | France | Division 2  | 26          | 3           | ?            | ?            | -              | -              | -              |
| 1954 - 1955 | Stade rennais | France | Division 2  | 30          | 7           | ?            | ?            | -              | -              | -              |
| 1955 - 1956 | Stade rennais | France | Division 2  | 35          | 4           | ?            | ?            | -              | -              | -              |
| 1956 - 1957 | Stade rennais | France | Division 1  | 15          | 0           | ?            | ?            | -              | -              | -              |
| 1957 - 1958 | Stade rennais | France | Division 2  | 4           | 0           | ?            | ?            | -              | -              | -              |

## Palmarès
- 1956 : Champion de France de Division 2 avec le Stade rennais
- 1958 : Vice-champion de France de Division 2 avec le Stade rennais